# بیلی بیویس
بیلی بیویس (انگلیسی: Billy Bevis; ۲۹ سپتامبر ۱۹۱۸ – ۲۲ اوت ۱۹۹۴) بازیکن فوتبال اهل بریتانیا بود.
از باشگاه‌هایی که در آن بازی کرده‌است می‌توان به باشگاه فوتبال وینچستر سیتی، باشگاه فوتبال پورتسموث، باشگاه فوتبال ساوت‌همپتون، و باشگاه فوتبال کاوز اسپورتز اشاره کرد.